# Auld Lang Syne (The New Year's Anthem)
Auld Lang Syne (The New Year's Anthem) è una canzone incisa dalla la cantautrice statunitense Mariah Carey nel 2010 per l'album natalizio Merry Christmas II You. Si tratta di una versione dance-pop della canzone tradizionale Auld Lang Syne.
Il brano viene pubblicato come singolo il 14 dicembre 2010, in forma di EP contenente nove remix. Il video musicale è stato pubblicato il giorno seguente.

## Tracce
1. Auld Lang Syne (The New Year's Anthem) (Ralphi Rosario Traditional Club Mix) 7:56
2. Auld Lang Syne (The New Year's Anthem) (Ralphi Rosario Traditional Mixshow) 6:11
3. Auld Lang Syne (The New Year's Anthem) (Ralphi Rosario Traditional Radio Edit) 4:13
4. Auld Lang Syne (The New Year's Anthem) (Ralphi Rosario Alternative Club Mix) 6:07
5. Auld Lang Syne (The New Year's Anthem) (Ralphi Rosario Alternative Mixshow) 5:21
6. Auld Lang Syne (The New Year's Anthem) (Johnny Vicious Warehouse Mix) 6:44
7. Auld Lang Syne (The New Year's Anthem) (Johnny Vicious Warehouse Radio Edit) 3:14
8. Auld Lang Syne (The New Year's Anthem) (Johnny Vicious Warehouse Dub) 7:38
9. Auld Lang Syne (The New Year's Anthem) (Johnny Vicious Warehouse (No Vocal Intro) Mix) 5:40